# Farkasgyepű
Farkasgyepű is een plaats (község) en gemeente in het Hongaarse comitaat Veszprém. Farkasgyepű telde 441 inwoners in 2001.